# Stigmatogobius sella
Stigmatogobius sella és una espècie de peix de la família dels gòbids i de l'ordre dels perciformes.

## Morfologia
- Els mascles poden assolir 4 cm de longitud total.
- Nombre de vèrtebres: 26.[4][5]

## Hàbitat
És un peix de clima tropical i bentopelàgic.

## Distribució geogràfica
Es troba a Brunei, Indonèsia, Malàisia i Singapur.

## Observacions
És inofensiu per als humans.